# Francisco Sá Carneiro
Francisco Manuel Lumbrales de Sá Carneiro (Oporto, 19 de julio de 1934-Loures, 4 de diciembre de 1980) fue un abogado y político portugués, fundador y líder del Partido Social Demócrata (PSD) y primer ministro de Portugal desde el 3 de enero de 1980 hasta su muerte.
Inició su carrera política en 1969 como diputado en la Asamblea Nacional del Estado Nuevo. Desde allí desarrolló una corriente política que pidió la transformación del país en una democracia desde la legalidad, pero al no conseguirlo abandonó sus cargos en 1973 y pasó a la oposición. Cuando se produjo la Revolución de los Claveles fundó y fue primer secretario general del Partido Popular Democrático (actual PSD), formación de corte socialdemócrata que después adoptó posiciones más conservadoras. En las elecciones legislativas de 1979 se presentó con una coalición electoral de centroderecha, Alianza Democrática, que obtuvo mayoría absoluta y le aupó al gobierno.
Falleció en un accidente de avión cuyas circunstancias aún no han sido esclarecidas. Está considerado una de las figuras centrales de la Tercera República Portuguesa y de la transición a la democracia.

## Familia y formación
Nació en Oporto y fue el quinto de ocho hermanos. Su padre es el abogado José Gualberto Chaves Marques de Sá Carneiro, natural de Barcelos, mientras que su madre es Maria Francisca Judite Pinto da Costa Leite, una española de Salamanca e hija del segundo Conde de Lumbrales. Era también sobrino de João Pinto da Costa Leite, profesor universitario y político vinculado al régimen del Estado Nuevo.
Siguió los pasos de su padre y se licenció en Derecho por la Universidad de Lisboa en 1956. Inmediatamente ejerció la abogacía en Oporto y se afilió a las juventudes de Acción Católica.
Estuvo casado con Isabel Maria Ferreira Nunes de Matos y tuvo con ella cinco hijos: Francisco, Isabel, Teresa, José y Pedro. En la época democrática la pareja vivió separada y Sá Carneiro trató de divorciarse, aunque la esposa se negó. Mantuvo en los últimos años de vida una relación pública con la editora danesa Snu Abecassis.

### Estado Nuevo (1969-1973)
La llegada al poder de Marcelo Caetano conllevó una tímida apertura del régimen con nuevos nombres en el escenario político. Sá Carneiro fue elegido en 1969 diputado para la Asamblea Nacional en las listas de Unión Nacional, el partido único.
En la Asamblea se unió a la llamada "Ala Liberal", corriente política liderada por José Pedro Pinto Leite (1932-1970) que reclamaba medidas liberalizadoras para convertir a Portugal en una democracia de corte occidental. En ella también se encontraban Joaquim Magalhães Mota, Francisco Pinto Balsemão y João Bosco Mota Amaral, que le acompañaron a lo largo de su carrera. La muerte de Pinto Leite le convirtió en el líder de esta opción.
El Ala Liberal elaboró un proyecto de revisión constitucional, presentado en 1970, que fue rechazado por el gobierno de Caetano. Tras adoptar éste posiciones más conservadoras y negarse a cualquier signo de democratización, Sá Carneiro renunció al acta de diputado en 1973 para pasar a la oposición.

### Democracia portuguesa (1974-1980)
Un mes después de la Revolución de los Claveles de 1974, fue uno de los fundadores —junto con Magalhães Mota y Balsemão— y primer secretario general del Partido Popular Democrático (actual Partido Social Demócrata, PSD). Aunque en sus estatutos abogaba por la socialdemocracia, se convirtió años después en el referente del centroderecha portugués. 
Fue ministro sin cartera en el primer gobierno provisional de Adelino da Palma Carlos. En las primeras elecciones legislativas de 1975 lideró al PSD y salió diputado por Oporto en la primera Asamblea Constituyente. Su formación obtuvo más de 1,5 millones de votos (26,4%), pero fue superado por el Partido Socialista de Mário Soares. Tras sufrir un accidente de automóvil y el agravamiento de una enfermedad, se mantuvo apartado temporalmente de la dirección del partido desde mayo hasta septiembre de 1975. Su lugar fue ocupado por Emidio Guerreiro, con una línea electoral más izquierdista, pero Sa Carneiro retomó el control tras un congreso celebrado una semana después del contragolpe del 25 de noviembre de 1975, gracias al apoyo de las corrientes conservadoras. Un año después, en las legislativas de 1976, obtuvo el acta para la nueva Asamblea de la República de Portugal.
En noviembre de 1977 dimitió de la presidencia del PSD. Al no encontrar sustituto, fue reelegido en el año siguiente en el mismo cargo y consolidó su poder dentro de la formación.
De cara a las elecciones legislativas de 1979, adelantadas por la crisis política, Sá Carneiro adaptó posiciones más conservadoras, incrementó la oposición al PS y lideró la formación de una coalición electoral entre los partidos del centro derecha: la Alianza Democrática formada por el PSD, Centro Democrático Social (CDS) y Partido Popular Monárquico (PPM). La nueva fuerza arrasó al obtener 128 escaños con más de 2,7 millones de votos (45,27%), la primera mayoría absoluta en la Tercera República.
Asumió como primer ministro de Portugal el 3 de enero de 1980 y entre sus objetivos se encontraban la consolidación del sistema democrático, reducir el paro, la lucha contra la corrupción, la racionalización de la reforma agraria y la desnacionalización de sectores básicos de la economía, como la banca y la industria, destinadas a reducir también el peso del Estado. Sá Carneiro aprovechó su tirón popular para sacar estas medidas adelante, pese a la oposición frontal del presidente militar Antonio Ramalho Eanes.
En las elecciones legislativas de octubre de 1980, la Alianza Democrática se consolidó con 134 escaños y 2,8 millones de votos (47,6%).

## Muerte
Sá Carneiro falleció de forma trágica en la noche del 4 de diciembre de 1980. El primer ministro viajaba a Oporto para apoyar a Soares Carneiro en un mitin de cara a las elecciones presidenciales, a celebrar tres días después. Sin embargo, su avioneta —un bimotor Cessna 421— tuvo problemas en el despegue y se estrelló contra un edificio del barrio de Camarate, cerca del aeropuerto de Lisboa. También murieron su novia Snu Abecassis; el ministro de Defensa, Adelino Amaro da Costa, la  esposa de este; el jefe de gabinete y los dos pilotos. No hubo supervivientes. El aparato se incendió rápidamente y los equipos de rescate no pudieron hacer nada por salvarlos.
Las circunstancias de la muerte no han sido esclarecidas, lo que ha motivado un largo debate entre la opinión pública portuguesa. En un primer momento se apuntó a un accidente porque el avión tenía problemas técnicos. Sin embargo, pronto surgieron voces que apuntaban al sabotaje, con testigos que afirmaron haber visto arder la avioneta  en pleno vuelo. Una de las teorías señala un posible atentado contra Amaro de Costa por parte de la extrema derecha, del que Sá Carneiro acabó siendo víctima colateral: en principio se esperaba que él y su novia tomasen un vuelo regular.
En total ha habido ocho comisiones parlamentarias de investigación. De ellas cuatro apuntaron al sabotaje (entre ellas la última, sin consenso entre los peritos), una al accidente y las restantes no fueron conclusivas.
La muerte de Sá Carneiro afectó al país y en especial al Partido Social Demócrata, que perdió a una de sus figuras más carismáticas. No se suspendieron las elecciones presidenciales y el vencedor fue Ramalho Eanes. El siguiente primer ministro, Francisco Pinto Balsemão, nunca tuvo el mismo apoyo popular y sufrió las divisiones internas en la Alianza Democrática que provocaron su ruptura para las elecciones de 1983, vencidas por el socialista Mário Soares.

## Ideología y legado

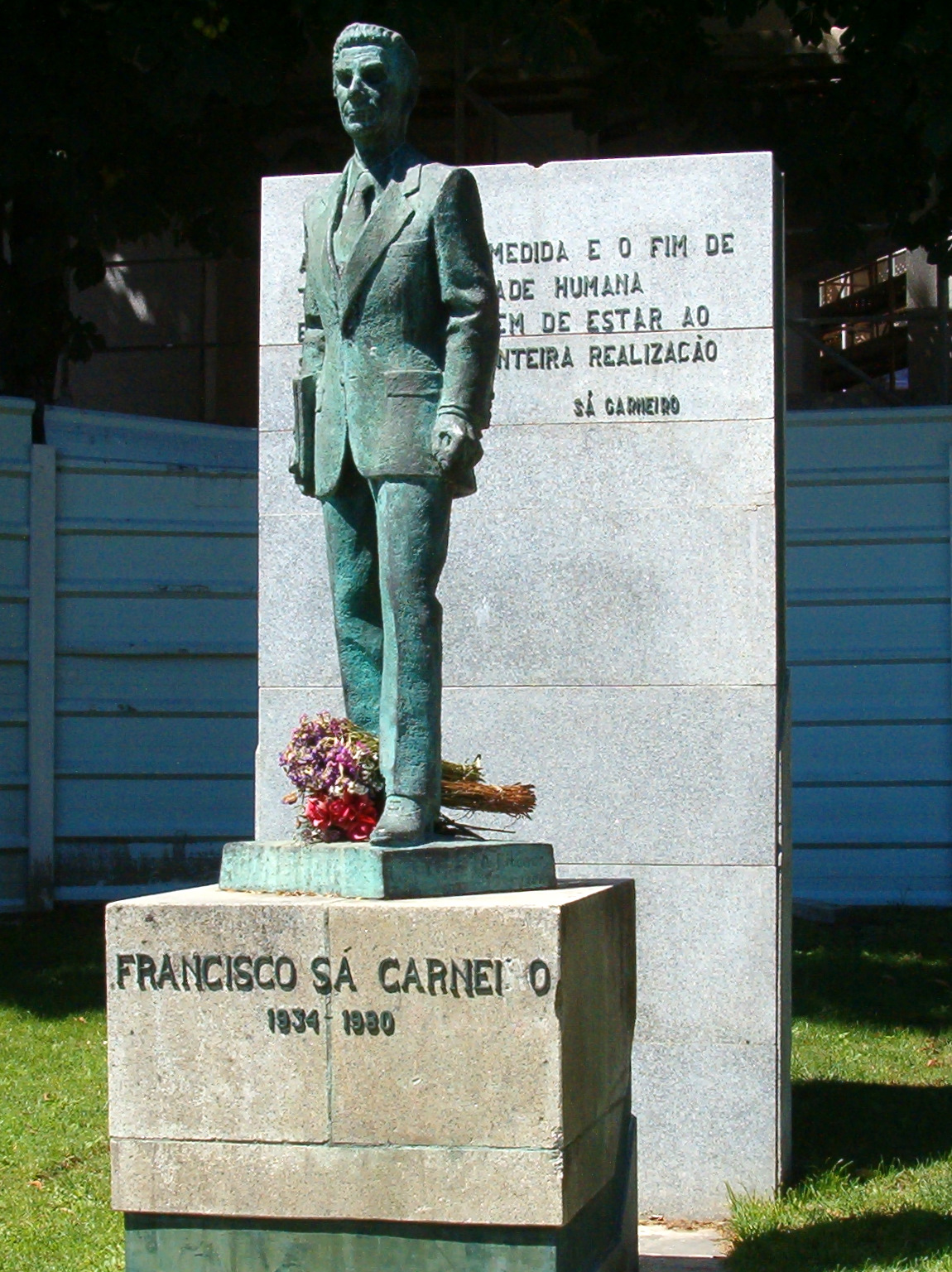
Estatua de Sá Carneiro en Viseu.

Sá Carneiro inició su carrera política en las juventudes de Acción Católica y fue una persona religiosa. Una de sus primeras actividades fue escribir una carta al presidente Marcelo Caetano para pedirle el regreso de António Ferreira Gomes, el obispo de Oporto exiliado por su apoyo a la democratización del país. Tuvo vínculos con organizaciones sindicalistas católicas y su actividad estuvo influenciada por el personalismo y el humanismo.
Para la creación del Partido Social Demócrata (PSD) se inspiró en el ideario de líderes como Eduard Bernstein y en la transformación del Partido Socialdemócrata de Alemania tras aprobar el Programa de Godesberg (1959), en el que renunciaba al concepto de lucha de clases y al socialismo marxista. Sá Carneiro tomó esas referencias y trató de adaptarlas a la sociedad portuguesa, más tradicionalista y religiosa que la de otros estados europeos. En 1979 llegó a una coalición electoral de centroderecha (Alianza Democrática) con los más conservadores Centro Democrático Social (CDS) y Partido Popular Monárquico (PPM). Su victoria supuso para los historiadores la consolidación de una democracia pluripartidista.
Durante su breve mandato desarrolló medidas para desnacionalizar sectores básicos de la economía, como la industria o la banca (estatalizados durante el Proceso Revolucionario en Curso), e hizo énfasis en valores como la libertad individual. También trató de reformar la Constitución portuguesa de 1976. Sin embargo mantuvo bajo control estatal servicios estratégicos, incrementó el gasto social, apoyó la reforma agraria y se congratuló de que el ideario del PSD fuese asumido por parte de la clase trabajadora y la incipiente clase media, con un discurso populista. Se mostró muy crítico tanto con las fuerzas socialistas como con la influencia de los militares. Por ejemplo, en 1980 afirmó que Portugal no viviría en democracia hasta la supresión del Consejo de la Revolución, algo que se produjo dos años más tarde.
Diez años después de su fallecimiento, el Aeropuerto de Oporto —al que se dirigía antes del siniestro— fue renombrado «Aeropuerto de Oporto-Francisco Sá Carneiro».

## Distinciones y condecoraciones portuguesas
- Gran Cruz de la Orden Militar de Cristo (13 de julio de 1981)
- Gran Cruz de la Orden de la Torre y de la Espada (17 de marzo de 1986)
- Gran Cruz de la Orden de la Libertad (20 de diciembre de 1990)